# Capital flotant
El capital flotant (en anglès: Public Float o Free Float) és la part del capital social -el nombre d'accions- d'una empresa que es negocia lliurement al mercat de valors i no inclou les accions restringides, aquelles que estan en mans dels directius de la companyia i els inversors que controlen l'empresa. Per exemple una companyia pot mantenir 2 milions d'accions restringides del total de 10 milions, de manera que el capital flotant serien 8 milions d'accions. Les companyies amb un capital flotant petit tendeixen a presentar una major volatilitat en les seves cotitzacions donat una sola gran operació pot alterar significativament la seva cotització, mentre que les companyies amb un capital flotant gran presenten una cotització de l'acció menys volàtil.